# Домброва (гміна Аннополь)
Домброва (пол. Dąbrowa) — село в Польщі, у гміні Аннополь Красницького повіту Люблінського воєводства.
Населення — 356 осіб (2011).
У 1975-1998 роках село належало до Тарнобжезького воєводства.

## Демографія
Демографічна структура станом на 31 березня 2011 року:
|          | Загалом | Допрацездатний вік | Працездатний вік | Постпрацездатний вік |
| -------- | ------- | ------------------ | ---------------- | -------------------- |
| Чоловіки | 176     | 39                 | 115              | 22                   |
| Жінки    | 180     | 39                 | 99               | 42                   |
| Разом    | 356     | 78                 | 214              | 64                   |